# Teucholabis eremnopoda
Teucholabis eremnopoda är en tvåvingeart som beskrevs av Alexander 1969. Teucholabis eremnopoda ingår i släktet Teucholabis och familjen småharkrankar. Inga underarter finns listade i Catalogue of Life.